# Grande Bibliothèque du Québec
Grande Bibliothèque du Québec (pl. Wielka Biblioteka Quebecu) - to znajdująca się w Montrealu biblioteka narodowa kanadyjskiej prowincji Quebec. Jej zbiory są częścią zbiorów Biblioteki narodowej Québecu.
Powierzchnia biblioteki wynosi 33 tys. metrów kwadratowych. Jej czytelnikiem bezpłatnie może być każdy mieszkaniec Québecu. Posiada 4 000 000 dzieł różnego rodzaju: 1 140 000 książek, 1 200 000 innych dokumentów i 1 660 000 mikrofilmów. Większość z nich zapisanych jest w języku francuskim, ale także w innych. Budowa kosztowała 90.6 milionów dolarów kanadyjskich.

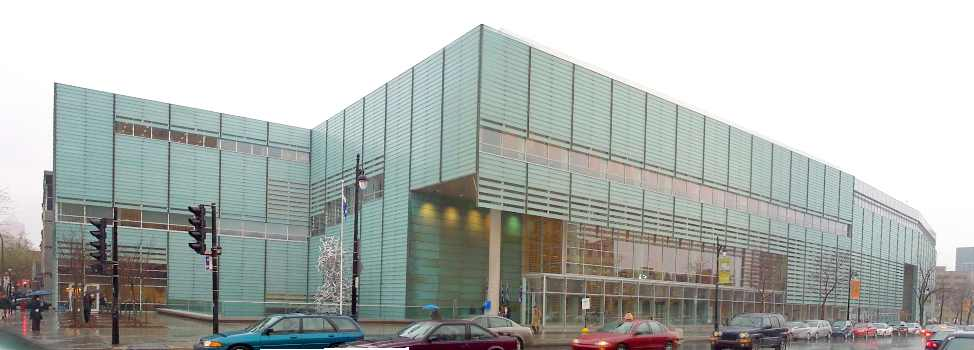
Z zewnątrz

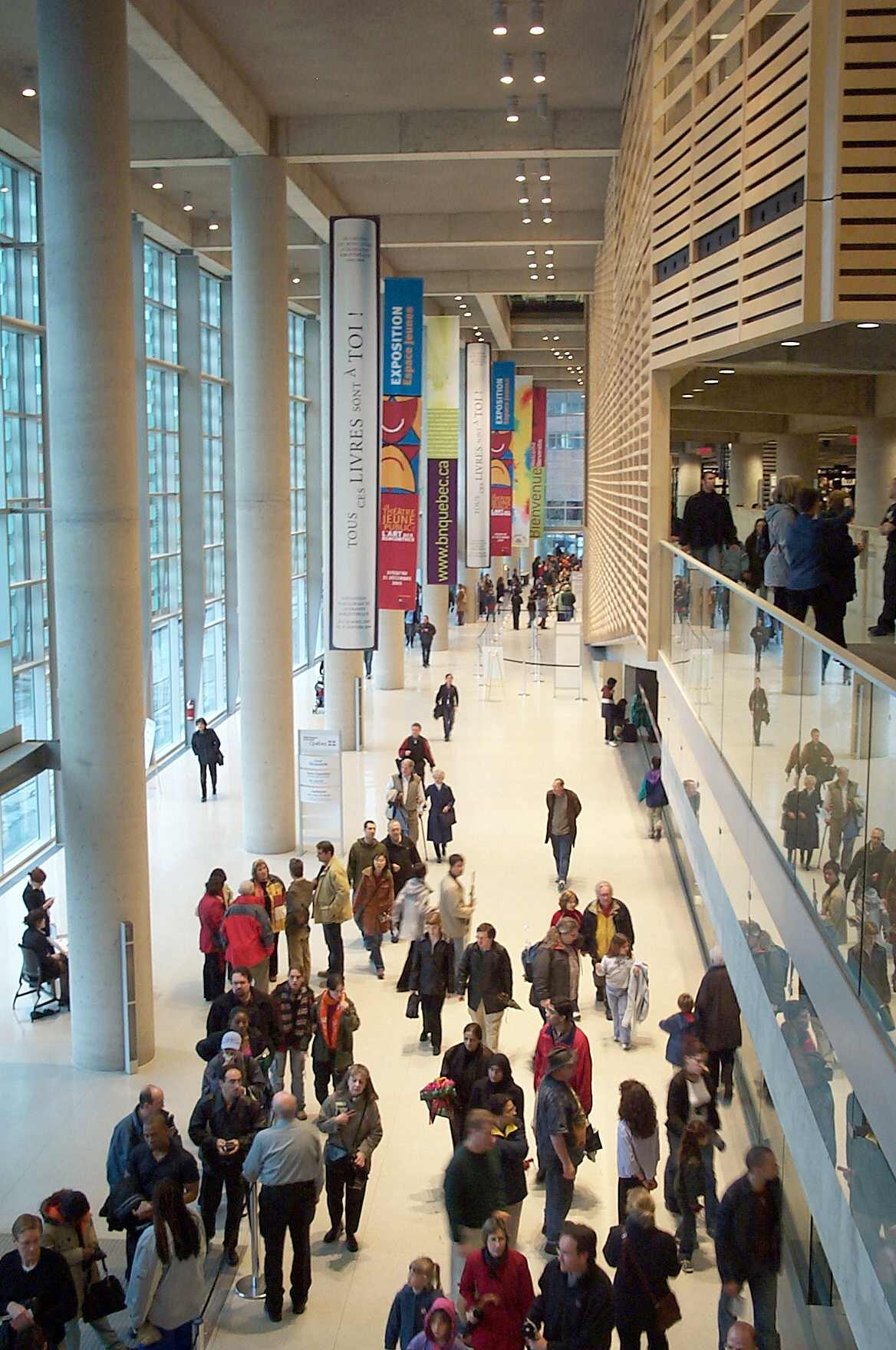
W środku